# Prégermination

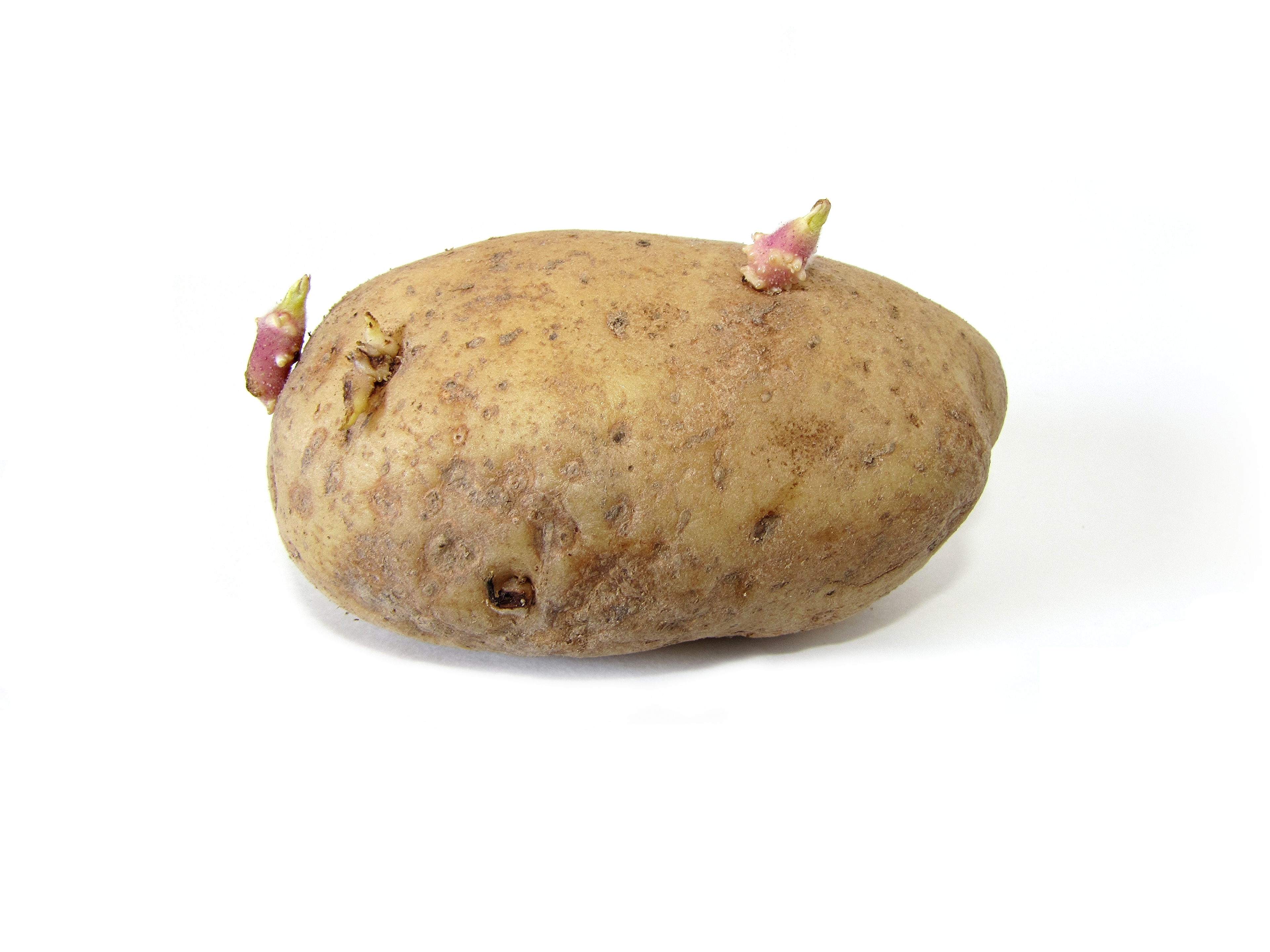
Pomme de terre avec germes

La prégermination ou pré-germination est une méthode de préparation des pommes de terre, autres tubercules destinés à la plantation ou graines destinées aux semis en plein champ ou en pépinière. Cette stratégie s'effectue dans des conditions contrôlées idéales pour atteindre plus rapidement leur maturité physiologique et ainsi, débuter leur germination. Techniquement, cela nécessite la maîtrise de l'humidité, de la luminosité et de la stabilité de la température .

## Intérêts de la stratégie
La pré-germination présente plusieurs avantages. Elle permet une émergence précoce, une croissance initiale rapide et un développement homogène de la culture. Grâce à cette pré-germination, certains freins liés aux divers temps intervenants dans la période de production sont réduits tels la dormance des graines (céleri, panais, persil), le désherbage et le repiquage ou transplantation. Tous ces freins sont autant d'éléments que le jardinier ou le maraîcher souhaite limiter pour une production plus sereine et homogène.

### Pour la pomme de terre
Elle favorise la croissance d’un plus grand nombre de tiges par pomme de terre et permet une croissance plus rapide, ce qui limite le développement des maladies et des mauvaises herbes.

### Pour les autres graines pré-germées
Par exemple, la germination des laitues s'effectue en 48h et celle des Solanacées (tomates, aubergines) en 7 jours. Pour le céleri, 4 jours sont nécessaires au-lieu de 20 jours dans un cas conventionnel sans pré-germination.
Cette préparation de pré-germage de graine entre dans les catalogues de ventes de graines aux côtés des graines sans pré-germage , type graines standards ou préparées de type pelliculées, enrobées ou de précisions.

## Limites de conservation
En général, la conservation d'une graine s'effectue dans une contenant hermétique, disposé dans un local sec, frais et aéré à 16°c. Dans ces conditions et selon la variété, une graine pré-germée a une durée de vie de 2 à 3 mois contre 2 à 3 ans pour une graine normale. La conservation idéale peut alors s'effectuer dans un réfrigérateur, un an maximum pour les graines pré-germées en général et de 1 à 2 mois pour les graines pré-germées de céleri en particulier.

## Technique

### Graines
La graine pré-germée est une stratégie de préparation de la graine dans les meilleurs conditions. Le processus de germination est initié en salle de germination afin d’obtenir une levée plus rapide et plus homogène des futures plantules.

### Pomme de terre
Les tubercules de pomme de terre sont disposés dans un endroit frais et éclairé, avec un peu d'eau. Tous les « yeux » (qui donneront naissance aux germes) de la pomme de terre doivent être ôtés, à l'exception de trois ou quatre de manière à ne laisser pousser que les plus vigoureux. Lorsque les germes atteignent environ 2,5 cm de long, les semences de pomme de terre sont prêtes à être plantées.